# Too Dark Park
Too Dark Park är ett musikalbum av industrialbandet Skinny Puppy som släpptes 1990.

## Låtlista
1. "Convulssion" - 3:20
2. "Tormentor" - 4:33
3. "Spasmolytic" - 3:53
4. "Rash Reflection" - 3:28
5. "Nature's Revenge" - 3:57
6. "Shore Lined Poison" - 4:49
7. "Grave Wisdom" - 3:45
8. "T. F. W. O." - 3:47
9. "Morpheus Laughing" - 4:00
10. "Reclamation" - 3:00